# Guy Bolduc
 (juillet 2013).
Si vous disposez d'ouvrages ou d'articles de référence ou si vous connaissez des sites web de qualité traitant du thème abordé ici, merci de compléter l'article en donnant les références utiles à sa vérifiabilité et en les liant à la section « Notes et références ».
Pour les articles homonymes, voir Bolduc.
Guy Bolduc (né le 28 février 1969 à Beauceville) est un homme d'affaires, journaliste et animateur de télévision québécois.
De 1994 à 2007, il est animateur et lecteur des nouvelles sportives au réseau TVA. De 2005 à 2007, il est chef d'antenne à la chaîne LCN. Il remporte en 1996 le premier prix de l'Association de la presse sportive du Québec, dans la catégorie télévision nouvelles.
En avril 2000, Guy Bolduc fait 6 000 kilomètres à vélo entre les villes de San Diego et Québec pour soutenir la cause des enfants dysphasiques et autistes. En mai 2000, il reçoit la médaille de l'Assemblée nationale du Québec pour son dévouement auprès des enfants dysphasiques et autistes.
En juillet 2007, il démissionne de son poste de chef d'antenne à LCN et TVA.
En novembre 2007, il annonce publiquement qu'il est en réflexion pour être candidat de l'Action démocratique du Québec dans la circonscription de Borduas aux élections provinciales de 200(?). En avril 2008, il décide après réflexion d'effectuer un retour dans les médias en tant qu'animateur et présentateur des nouvelles sportives à RDI et Radio-Canada.  
En octobre 2008, la ville de Beauceville honore Guy Bolduc, dont la carrière dans les communications l’a mené sur les réseaux de télévision nationaux.
En avril 2010, Bollé Communications, fondée par Guy Bolduc, remporte le titre d'entreprise de l'année dans la catégorie services lors du Gala Richelois. 
Guy Bolduc qui œuvre maintenant comme consultant, formateur et conférencier est également fondateur des entreprises Bollé Communications et Wanos Média et PPNSource.com